# Brattskarvet
Der Brattskarvet (norwegisch für Steiler Berg) ist ein 2100 m hoher Berg im ostantarktischen Königin-Maud-Land. Er ragt unmittelbar nördlich des Bergs Vendeholten in der Sverdrupfjella auf.
Aus der Luft fotografiert wurde der Berg bei der Deutschen Antarktischen Expedition 1938/39 unter der Leitung des Polarforschers Alfred Ritscher. Norwegische Kartografen benannten ihn deskriptiv nach seiner Erscheinung und kartierten ihn anhand von Vermessungen und Luftaufnahmen der Norwegisch-Britisch-Schwedischen Antarktisexpedition (1949–1952) sowie Luftaufnahmen der Dritten Norwegischen Antarktisexpedition (1956–1960).